# Sportsjakke
En sportsjakke er en jakke til mænd. Selvom den minder om jakken i et jakkesæt i snit og længde er der adskillige forskelle. Sportsjakker bliver båret til mindre formelle lejligheder end et jakkesæt, og de er designet til at blive båret alene uden matchende bukser og er derfor ikke en del af et jakkesæt. Tekstil, farve og mønstre er også mere varieret end de fleste jakkesæt; kraftigere og tykkere tekstiler som fløjl, ruskind, denim, læder og tweed benyttes.
Oprindeligt blev sportsjakker båret som afslappet tøj under jagt og andre udendørs aktiviteter og sport (deraf navnet) og blev populære i sidste halvdel af 1800-tallet. Med tiden begyndte man at bruge dem ved mere formelle anledninger, og de anvendes nogle gange til skoleuniformer. Traditionelt bæres grå flannelbukser til en sportsjakke, men i moderne tider bruges mange andre typer bukser.
En sportsjakke kategoriseres som Smart Casual hvad angår dresscode.

## Typer
Skydejakke er en type sportsjakke, der, som navnet antyder, oprindeligt blev brugt til jagt eller skydning. Den har ofte læderlapper på skulderen for at beskytte stoffet ved rekylet fra en riffel eller jagtgevær samt matchende lapper på albuen
Ridejakke er en uldjakke til ridning, ofte af tweed og traditionelt med tre knapper og en enkelt slids.
Blazer minder om sportsjakken og sys i enkeltfarvet eller stribet tekstil. Blazere laves ofte med metalknapper, der afspejler deres oprindelse fra sejlads, selvom dette ikke nødvendigvis er et definerende træk. Blazere har også ofte lommer der er syet fast uden på stoffet, til forskel fra andre typer jakker.